# Kleingewässerlandschaft bei Kirch Mulsow
Kleingewässerlandschaft bei Kirch Mulsow este o arie protejată (arie specială de conservare — SAC, sit de importanță comunitară — SCI) din Germania întinsă pe o suprafață de 1.553 ha, integral pe uscat.

## Localizare
Centrul sitului Kleingewässerlandschaft bei Kirch Mulsow este situat la coordonatele 53°57′23″N 11°42′31″E / 53.9564°N 11.7086°E.

## Înființare
Situl Kleingewässerlandschaft bei Kirch Mulsow a fost declarat sit de importanță comunitară în aprilie 2004 pentru a proteja 4 specii de animale. Situl a fost protejat și ca arie specială de conservare în august 2016.

## Biodiversitate
Situată în ecoregiunea continentală, aria protejată conține 5 habitate naturale: Lacuri eutrofice naturale cu vegetație de tip Magnopotamion sau Hydrocharition, Mlaștini turboase de tranziție și turbării mișcătoare, Păduri de fag Asperulo-Fagetum, Păduri pe pante, grohotișuri și ravene de Tilio-Acerion, Mlaștini împădurite.
La baza desemnării sitului se află mai multe specii protejate:
- amfibieni (2): buhai de baltă cu burta roșie (Bombina bombina), triton cu creastă (Triturus cristatus)
- nevertebrate (1): Vertigo angustior
- pești (1): cicar (Lampetra planeri)